# Site archéologique de Grand
Vous lisez un « bon article » labellisé en 2018.
Pour les articles homonymes, voir Grand.
Le site archéologique de Grand se situe dans le village de Grand et alentour, dans le département français des Vosges en région Grand Est.
Il correspond probablement à la ville gallo-romaine d'Andesina, relevant de la civitas des Leuques, qui devait compter près de 20 000 habitants répartis sur une étendue dépassant largement celle du village actuel.
Le site archéologique, géré par le conseil départemental des Vosges, comprend l'amphithéâtre de 17 000 places et la mosaïque de 232 m2 pavant un édifice traditionnellement dénommé « basilique », tous deux classés au titre des monuments historiques respectivement en 1846 et en 1884. Comme un sanctuaire dédié à Apollon Grannus est mentionné dans différents textes, les archéologues cherchent depuis le XIXe siècle à retrouver ce bâtiment, mais leurs efforts sont restés vains.

## Géographie

### Géologie
D'un point de vue géologique, la région de Grand se trouve au contact de deux formations du Mésozoïque, le Séquanien et le Rauracien. Le Séquanien présente une alternance de calcaires compacts et de calcaires coralliens avec, à la base de l'étage, des marnes argileuses bleuâtres et parfois de vraies argiles ; cette disposition aurait pu favoriser le jaillissement de sources au niveau des marnes imperméables, ce qui n'est pas le cas aux environs immédiats de Grand. Le Rauracien, en strates de calcaire dur, généralement oolithique, fournit une pierre de taille très gélive.

### Topographie
D'un point de vue topographique, la région de Grand se trouve sur un vaste plateau aux ondulations accentuées, qui s'étend à une altitude supérieure à 350 m, entre la haute vallée de la Marne à l'ouest et celle de la Meuse à l'est, toutes deux orientées approximativement du sud au nord et distantes d'une quarantaine de kilomètres. Ce « haut pays », aujourd'hui recouvert en majeure partie de forêts, est compartimenté par les affluents des deux rivières. Le site de Grand occupe une clairière dans la forêt entre l'Ognon à l'ouest et la Maldite à l'est.

### Frontières et voies romaines

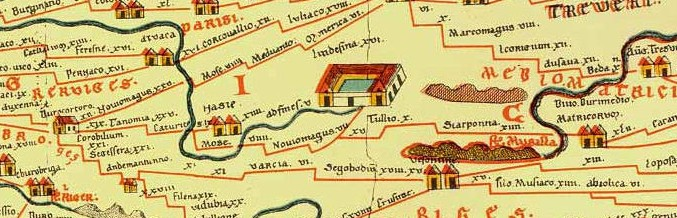
Vue partielle de la table de Peutinger : voie romaine Reims-Metz (Andesina est au centre).

Malgré l'absence de voie d'eau navigable, les Romains implantent une ville en bordure du grand axe routier de Lyon (Lugdunum, capitale des Trois Gaules) à Reims (Durocortorum, capitale de la Gaule belgique) ; s'il s'agit de l'Andesina figurant sur la table de Peutinger, cette cité présente une vignette caractéristique des villes thermales.
À la frontière entre la Gaule belgique et la Germanie durant le Haut-Empire, l'antique cité de Grand se trouve dans le territoire des Leuques, peuple gaulois dont le nom signifie les « fulgurants », les « vigilants ». Toutefois, la frontière avec la cité des Lingons n'était guère éloignée (moins de 20 km).

## Historique des recherches

### Découverte de l'amphithéâtre et de la mosaïque
Le site de Grand fait l'objet de mentions dès le XVIIIe siècle avec notamment celle de Dom Calmet dans sa Notice sur la Lorraine (1756) ou celle du comte de Caylus. C'est en 1820 seulement que Jean-Baptiste Prosper Jollois, fort de son expérience acquise lors de l'expédition scientifique de la campagne d'Égypte (1798-1801), amorce l'étude de l'amphithéâtre et la réalisation d'une première carte archéologique, complétée plus tard par une seconde publication.
Au cours des décennies suivantes, la recherche sur ce site repose sur les conservateurs du musée départemental des Vosges, d'abord Jules Laurent (1800-1877), puis Félix Voulot qui lui succède en 1878 et découvre en 1883 la « basilique » et la riche mosaïque qu'elle abrite.
Il s'ensuit, de 1884 à 1936, une période où il n'y eut pas de fouille méthodique entreprise sur le site, mais quelques découvertes eurent tout de même lieu, notamment par Maurice Toussaint, juste avant la Deuxième Guerre mondiale.
Au début du XXe siècle, des historiens de renom comme Camille Jullian et Albert Grenier étudient cette importante agglomération antique. Dans les années 1960, Édouard Salin relance les recherches. À la même époque, la fouille méthodique de l'amphithéâtre, notamment par le couple Jean-Paul et Chantal Bertaux sous la direction de Roger Billoret, souligne le caractère original du plan adopté, en demi-amphithéâtre.

### Recherche du sanctuaire d'Apollon Grannus

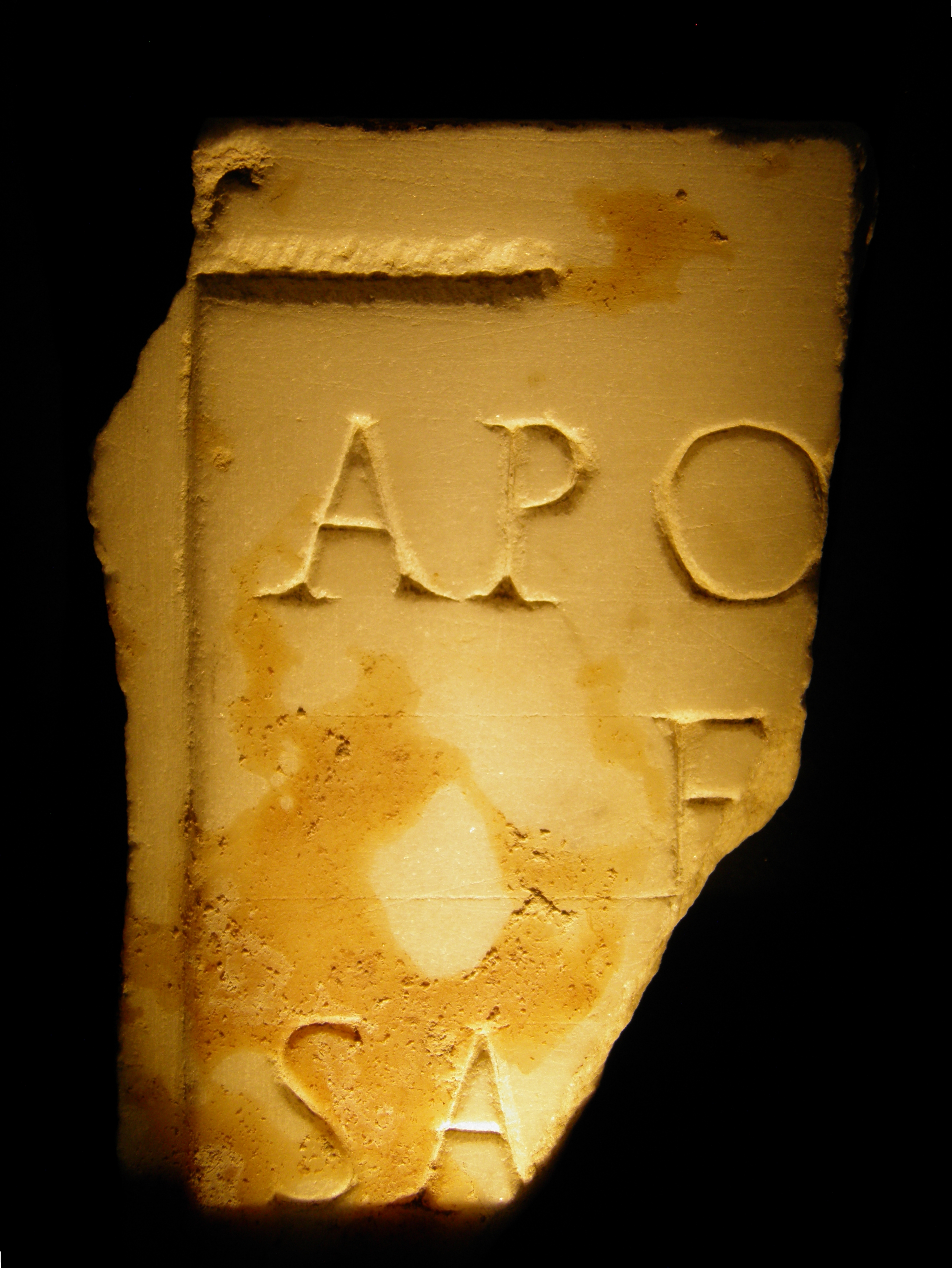
Fragment d'une inscription latine dédiée au dieu Apollon.

Supposée par Jollois, la théorie de la présence d'un temple d'Apollon à Grand trouve ses racines du côté des théories romantiques sur la nature et les eaux, puis se développe progressivement sans pourtant jamais avoir été confirmée. Tout commence quand Camille Jullian reprend le mythe développé par le pionnier de l'archéologie gauloise et gallo-romaine, Alexandre Bertrand, qui puise dans la Deutsche Mythologie de Jakob Grimm pour écrire, entre autres : « À côté du culte des pierres, à côté du culte du soleil et du feu existait en Gaule le culte des eaux, des sources, des fontaines, des lacs et des rivières. […] Nous oserions le qualifier de culte national par excellence. »
Suivant la même inspiration, Jullian écrit : « La moitié de la vie dévote, pour le moins, se passe auprès des fontaines ; et les lieux de rendez-vous les plus populaires, ceux où l'on rassemble le plus d'idoles, de chapelles et de croyants, sont ceux où la multiplicité des eaux peut faire croire aux hommes que les dieux y tiennent assemblée » et fait naître l'hypothèse d'un temple des eaux appartenant à Apollon Grannus situé à Grand. Il met en relation Grannus et le site de Grand, « ville mystérieuse où mille dévots se donnaient rendez-vous »,. Grand serait cité par la Passion tardive de saint Élophe martyrisé en compagnie de sa sœur Libaire par l'empereur Julien. D'après Jullian, Apollon aurait été l'héritier de l'antique dieu gaulois Bélénus.
Cette hypothèse, confortée par la présence probable d'une importante source, se transforme progressivement en certitude : tout en citant la position réservée d'Auguste Allmer, pour qui Grannus n'était pas un dieu de la Gaule, Albert Grenier note que « c'est à Grannus, surnom d'Apollon, que l'on rapporte l'origine du nom de Grand (Vosges) dont on ignore d'ailleurs le nom antique ». Dans la troisième partie de son Manuel, Grenier consacre plusieurs pages à l'amphithéâtre de Grand : il qualifie la ville de « lieu de pèlerinage qui dut être célèbre » et explique que les inscriptions découvertes à Grand corroborent la présence d'un sanctuaire d'Apollon Grannus. Dès lors, il ne fait plus aucun doute que Grand fut un site célèbre en raison de son temple oraculaire d'Apollon Grannus, « templum toto orbe pulcherrinum ».

#### Visites hypothétiques de Caracalla et Constantin
La notoriété du sanctuaire aurait attiré la visite de Caracalla en 213, durant la guerre de Germanie, puis celle de Constantin qui aurait eu la vision d'Apollon accompagné de la Victoire en 309,. Édouard Salin présume que le vaste édifice est « le temple d'Apollon où le panégyriste situe la vision païenne de Constantin le Grand, sans qu'on puisse jusqu'ici en apporter la preuve formelle ».
Toutefois Caracalla n'est jamais allé à Grand, mais au sanctuaire d'Apollon Grannus de Faimingen, en Rhétie,, et la vision de Constantin a pu se produire ailleurs qu'à Grand (par exemple à Aix-la-Chapelle, où il y a d'importantes sources thermales, même si le toponyme Aquae Granni n'est pas attesté avant le VIIe siècle).

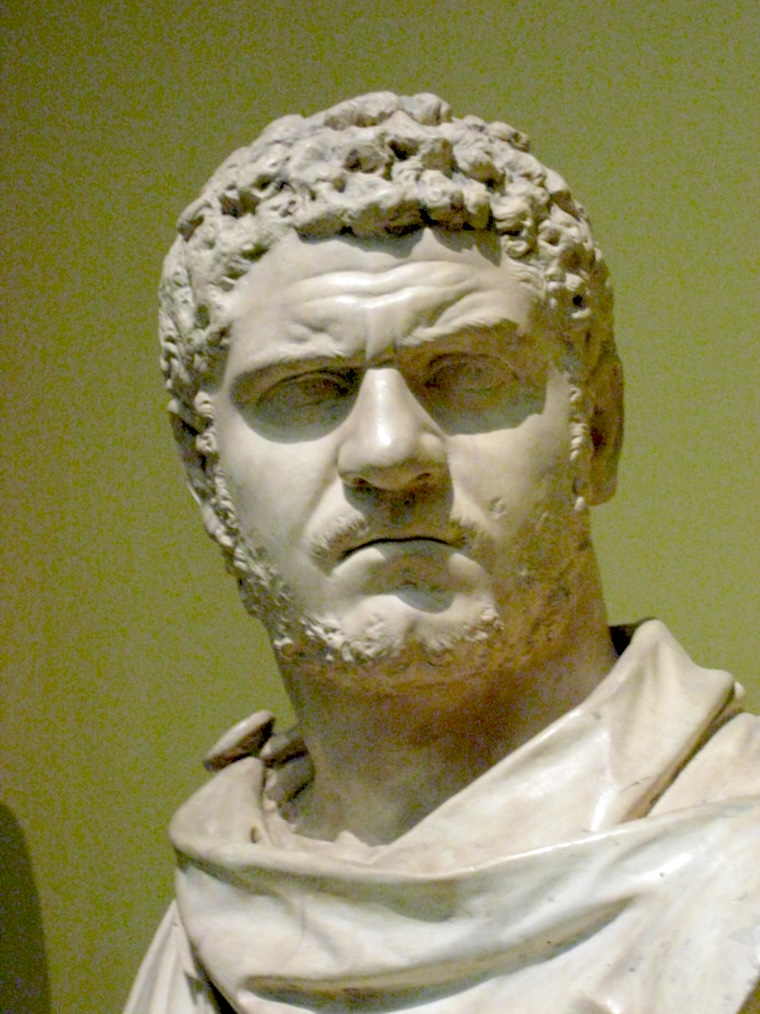
Caracalla (188-217)
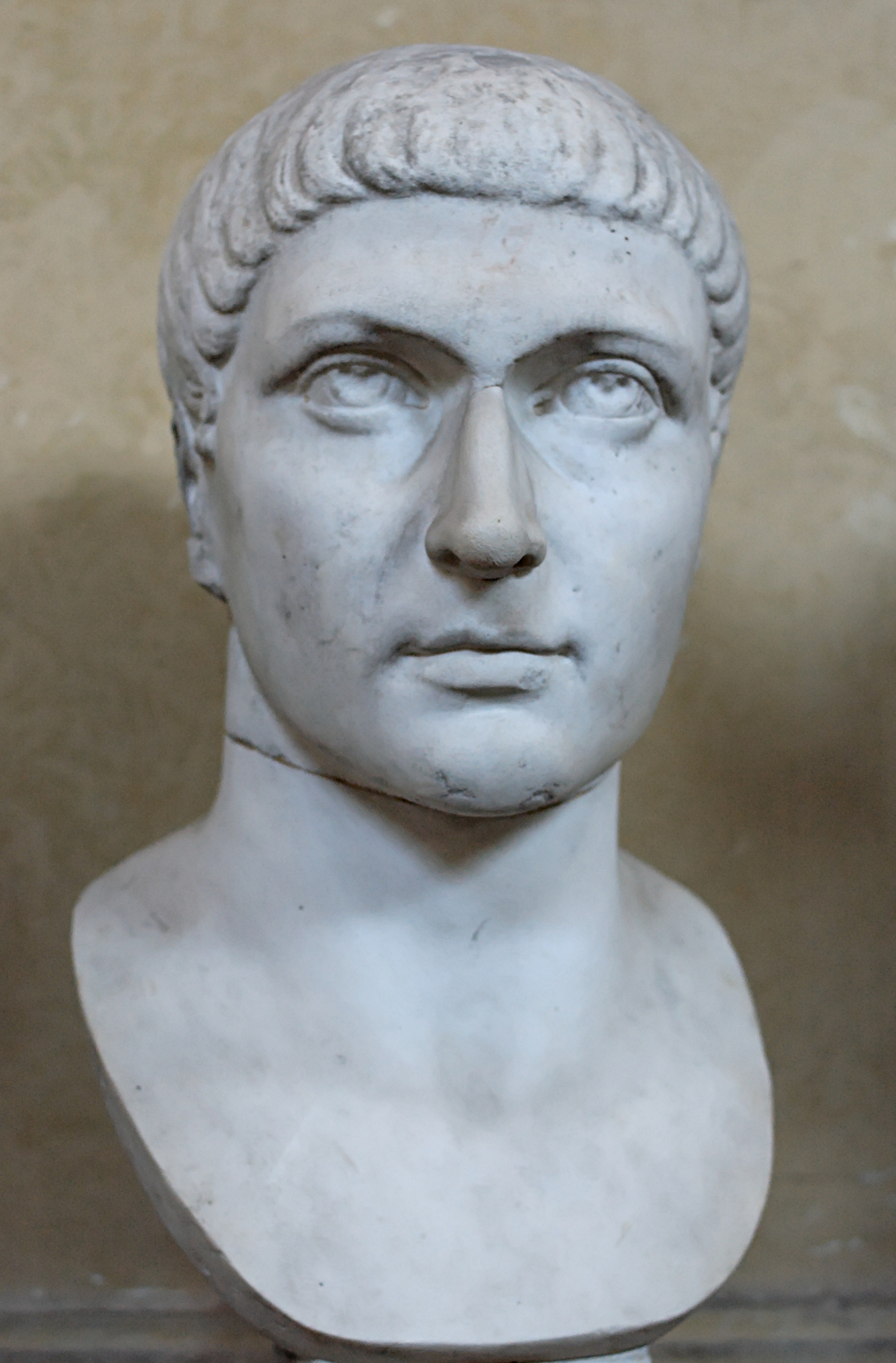
Constantin le Grand (272-337)

### Remise en question de la présence du sanctuaire
L'existence du temple n'est cependant toujours pas prouvée, même si Jean-Claude Golvin l'a représenté dans l'une de ses aquarelles représentant le site. Le mythe d'un culte primitif des eaux, largement diffusé par la phénoménologie religieuse de Mircea Eliade, donne bien naissance à une reconstruction de la topographie et de l'histoire du site.
En 2007, l'équipe du conseil général des Vosges dirigée par Thierry Dechezleprêtre, archéologue départemental, et groupée autour d'un Conseil scientifique présidé par John Scheid, professeur au Collège de France spécialiste du culte à l'époque romaine, relance la recherche, exhume les archives, et amorce des travaux de terrain à Grand et dans le périmètre du territoire des Leuques. Les travaux récents remettent en question la théorie du sanctuaire dédié à Apollon Grannus,.

## Composantes de l'agglomération antique

### Un habitat romanisé
| Amphithéâtre Église Mosaïque |

À son apogée, Grand a pour surface soixante hectares, pour une moyenne de 20 000 habitants.
Cette ville présente différents types d'habitat avec notamment l'exemple de la domus de la Fontainotte découverte lors de fouilles préventives effectuées par l'Institut national de recherches archéologiques préventives (INRAP). D'une manière générale, il semble que dès le Ier siècle, l'habitat soit fortement caractérisé par le processus de romanisation. Les recherches actuelles font état de quatre thermes romains à Andesina.
Des habitats privés ont été repérés devant l'amphithéâtre et au nord du village. Il s'agit de quartiers résidentiels organisés en îlots le long de voies de circulation : salles à hypocauste, enduits peints et dalles de calcaires sciées en guise de couverture caractérisent ces bâtiments romanisés. Au sud du village, les prospections aériennes ont permis d'identifier plusieurs villae (grandes exploitations agricoles installées à proximité de terres cultivables). L'une d'entre elles, la « villa de la Violette », a fait l'objet de fouilles archéologiques dans les années 1970.
Le parcellaire cadastral du village révèle un espace circulaire de 880 m de diamètre matérialisé par un chemin de ceinture appelé « Voie close ». Cette dernière rappelle une organisation de la trame viaire qui coexistait avec le réseau rayonnant des rues permettant d'entrer et de sortir de la ville. L'habitat s'étend surtout à l'extérieur d'une enceinte monumentale au sein de laquelle se concentre la parure monumentale, à l'exception de l'amphithéâtre situé à l'est.

### Une enceinte urbaine

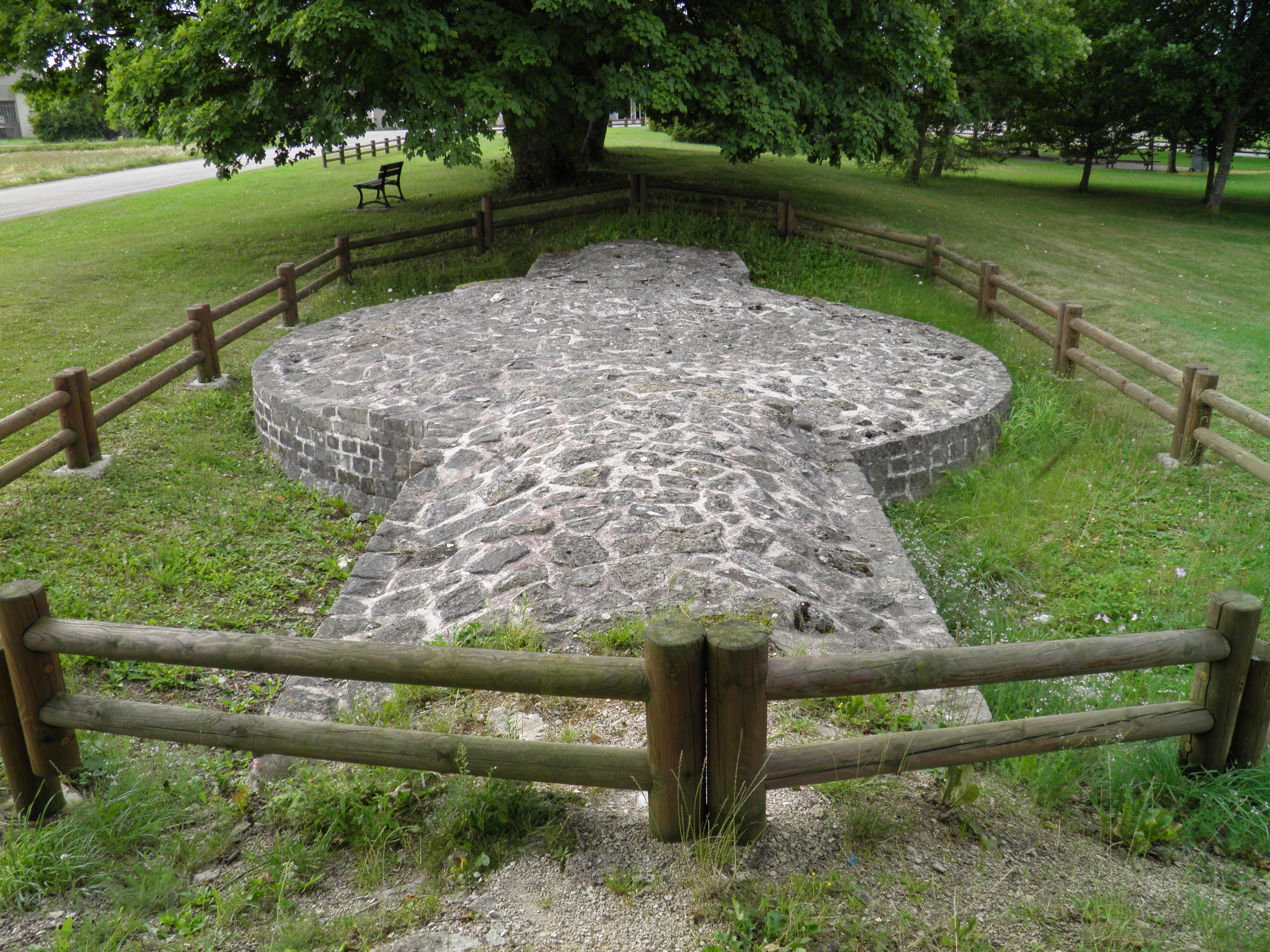
Restes du rempart entourant le cœur de la cité.

Une enceinte honorifique de 1 760 m de périmètre délimitait un espace de 18 hectares au cœur de la ville ; rarissime dans la moitié nord de la Gaule, un tel rempart n'a pas le rôle défensif qu'ont les enceintes urbaines en Gaule romaine contemporaines derrière lesquelles se protègent les villes du Bas-Empire romain. Citée dès le XIIe siècle par Rupert de Deutz, la muraille est progressivement démantelée jusqu'à disparaître au XIXe siècle.
Durant les années 1960-1970, Chantal Bertaux mène un travail fondamental qui permet de bien connaître l'enceinte. Elle présentait un aspect de polygone irrégulier à six côtés, dont les murs, majoritairement réalisés en petit appareil, étaient épais de 2,70 m à 2,80 m et devaient s'élever sur une hauteur d'environ 6 m jusqu'à un parapet crénelé. Tous les 80 m, des portes et des tours (au nombre de dix-huit), scandaient régulièrement l'ensemble,.

### Des aqueducs souterrains et de nombreux puits
Une quinzaine de kilomètres de galeries souterraines, de 4 m à 12 m de profondeur, conduisent l'eau dans le plateau karstique et agissent sur la résurgence. Les études menées par Pierre Delétie et Marc Albouy, dans le cadre du mécénat technologique d'EDF (1989-1991), révèlent la présence au centre de ce réseau d'une résurgence située sous l'église Sainte-Libaire de Grand). Encore visitables au début des années 2000, ces aqueducs souterrains sont maintenant modélisés grâce à un logiciel 3D permettant une visite sans danger. 307 puits sont également répertoriés sur l'ensemble du site. Ces puits peuvent être considérés comme de « véritables archives de l'environnement à l'époque gallo-romaine », puisqu'ils ont livré des noyaux de fruits cultivés et sauvages, des pépins de raisin, des graines de pommes, de poires et une grande variété de semences et de fruits de plantes sauvages.

### Un amphithéâtre

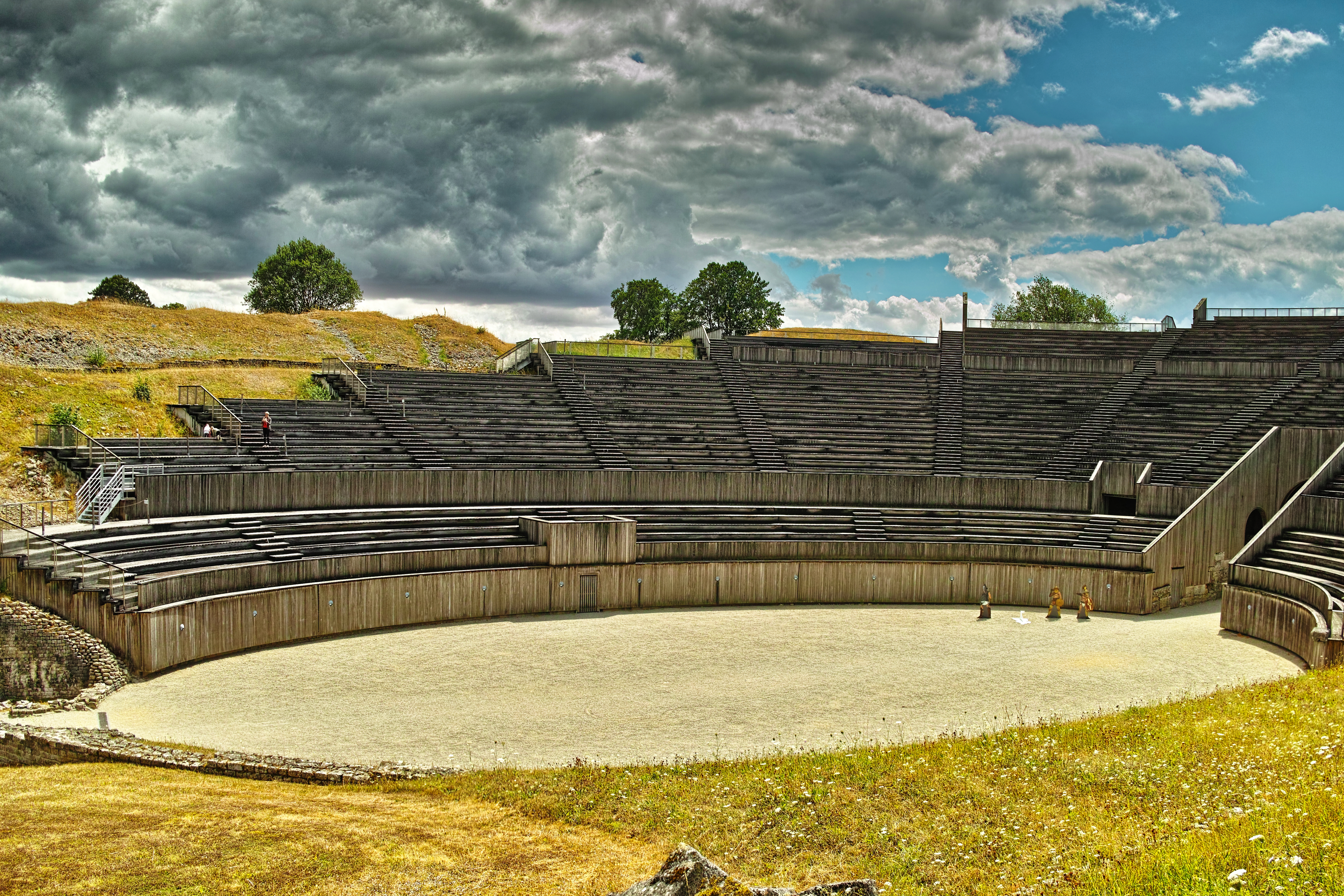
Amphithéâtre de Grand avec ses gradins en iroko.

Objet d'explorations ponctuelles depuis le XVIIIe siècle et classé monument historique en 1846, l'édifice de spectacles de Grand ne présente guère de ruines visibles jusqu'à son dégagement systématique entrepris à partir de 1963 par Roger Billoret, sous l'impulsion d'Édouard Salin. Grâce à la collaboration d'Albéric Olivier du Centre National de la Recherche Scientifique (CNRS), l'étude architecturale aboutit à une excellente connaissance de l'état originel du bâtiment. Jusqu'en 1981, 50 000 m3 de terre sont retirés du monument, soit 600 000 brouettes.
L'amphithéâtre, vraisemblablement construit à la fin du Ier siècle, a une capacité estimée d'environ 17 000 spectateurs. Bien qu'exceptionnellement situé hors d'une capitale, il fait partie des plus vastes amphithéâtres du monde romain. Sa caractéristique principale est une cavea incomplète : en effet, seule l'ima cavea (partie inférieure des gradins) a été conçue, ce qui lui vaut d'avoir été classée dans la catégorie des semi-amphithéâtres. Son corridor mesure 148 m de long, tandis qu'il fait 65 m de large, avec une hauteur qui devait approcher les 25 m.
Entre 1993 et 1995, l'installation de gradins en iroko lamellé-collé (bois exotique imputrescible) permet de restituer la forme de l'amphithéâtre, de protéger la pierre calcaire et donc de donner des spectacles. Ces gradins en bois sont aujourd'hui dégradés et ne permettent plus la tenue de grands spectacles.

### Une «basilique» et sa mosaïque

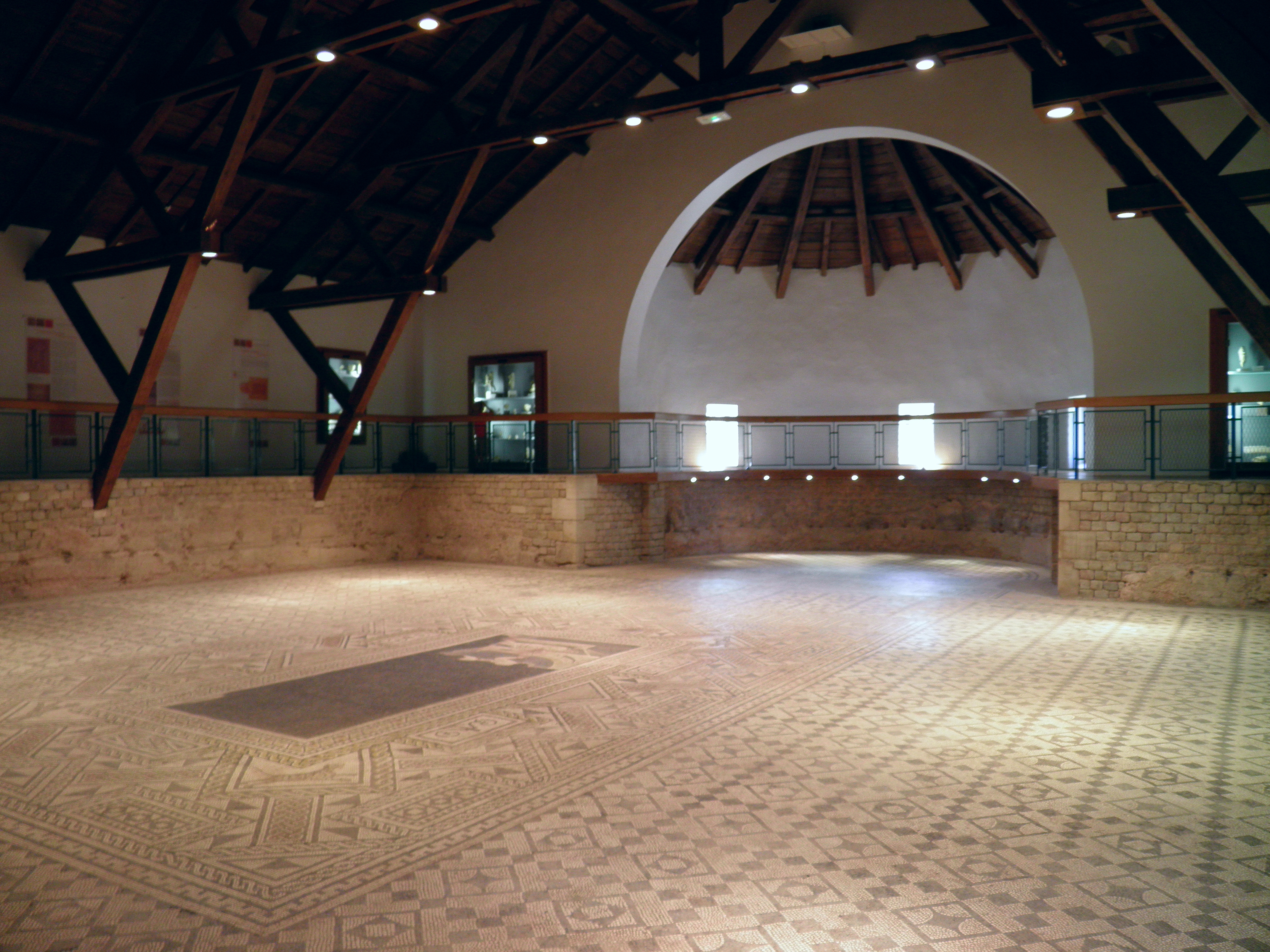
Vue d'ensemble de la mosaïque de Grand.

En 1883, Félix Voulot découvre un bâtiment au rôle inconnu, qui reçoit l'appellation technique de « basilique » alors même qu'il ne présente pas de plan basilical ; cette dénomination est désormais devenue usuelle, mais l'usage des guillemets reste recommandé. La « basilique » de Grand, classée monument historique en 1884, n'est pas une basilique civile comme on en trouve sur les forums romains, mais sans doute un lieu de réunion extrêmement luxueux. Sa décoration est de très grande qualité, avec notamment une mosaïque et un somptueux décor d'opus sectile (marqueterie de marbre servant à embellir les parois) qui orne l'abside principale,.
Toujours en 1883, Félix Voulot découvre une mosaïque de 232 m2, la plus grande de Lorraine, qui couvre le sol de la « basilique ». Longtemps datée du milieu du IIIe siècle, certains spécialistes pensent aujourd'hui qu'elle serait de la seconde moitié du IIe siècle. Le motif central, ou emblema, dont un tiers seulement subsiste, pourrait représenter une scène du Phasme de Ménandre, un auteur comique grec du IVe siècle av. J.-C. Il est encadré par une panthère, un tigre, un sanglier et un ours.

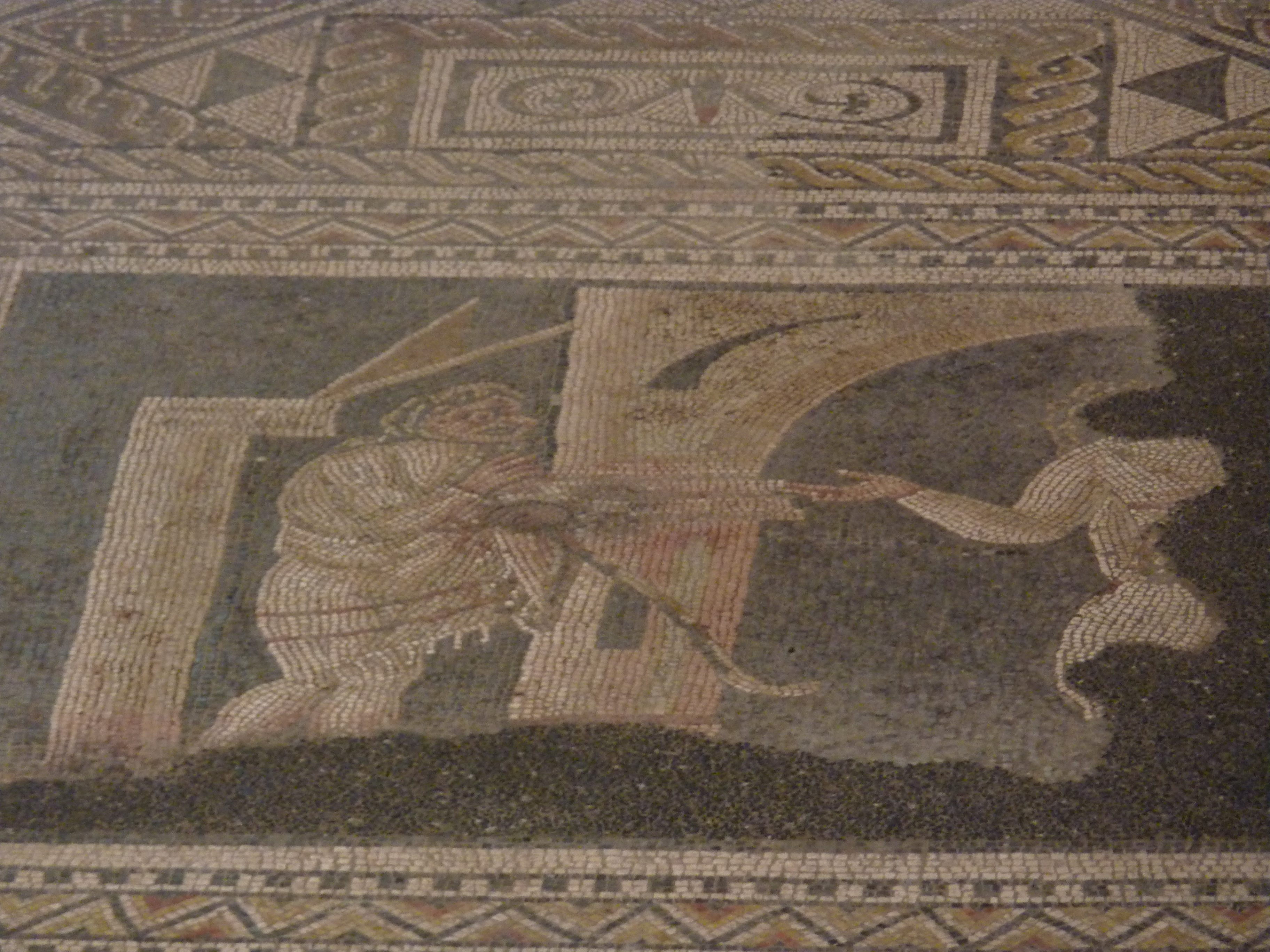
Emblema : scène du Phasme de Ménandre.
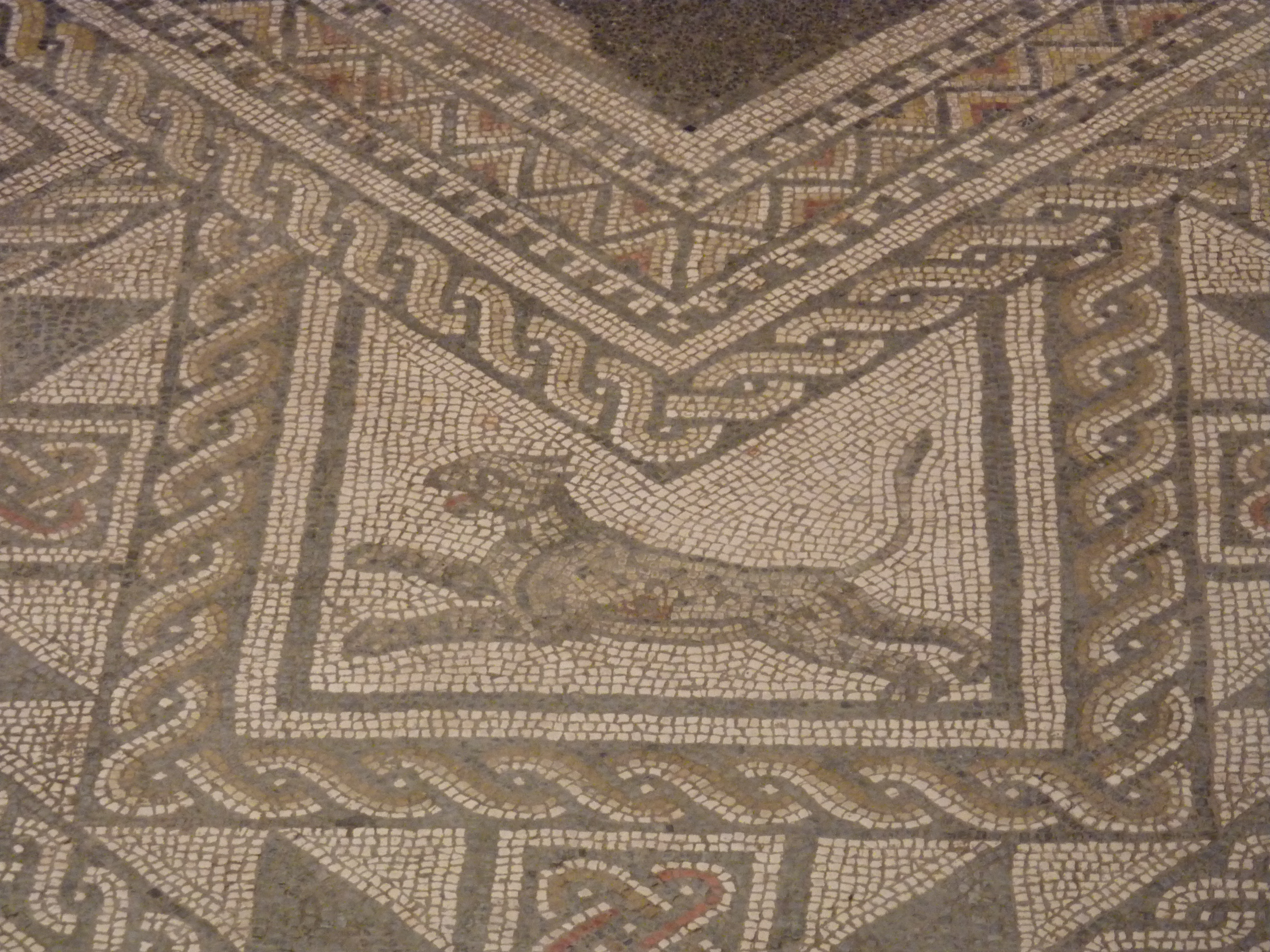
La panthère.
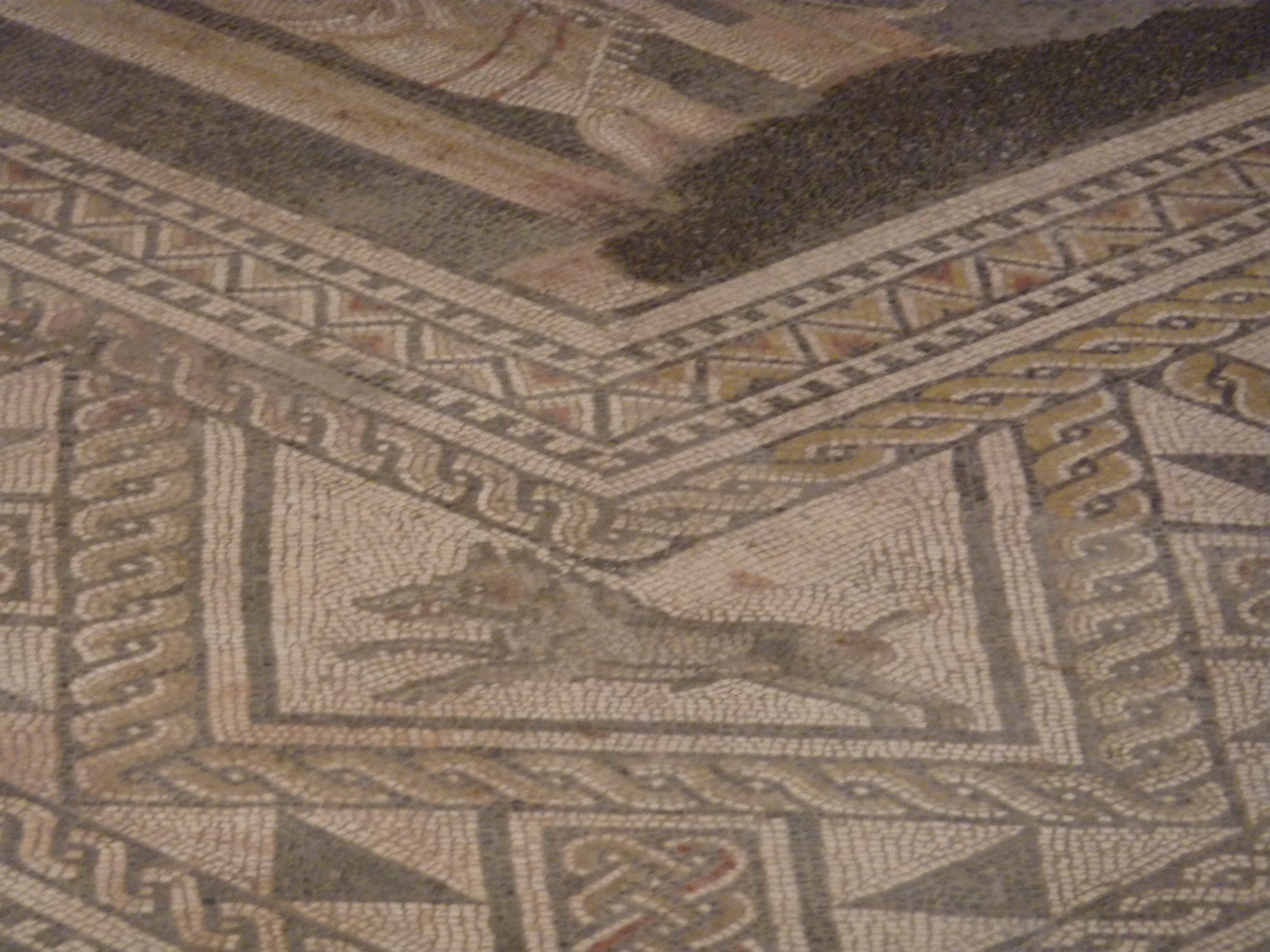
Le sanglier.
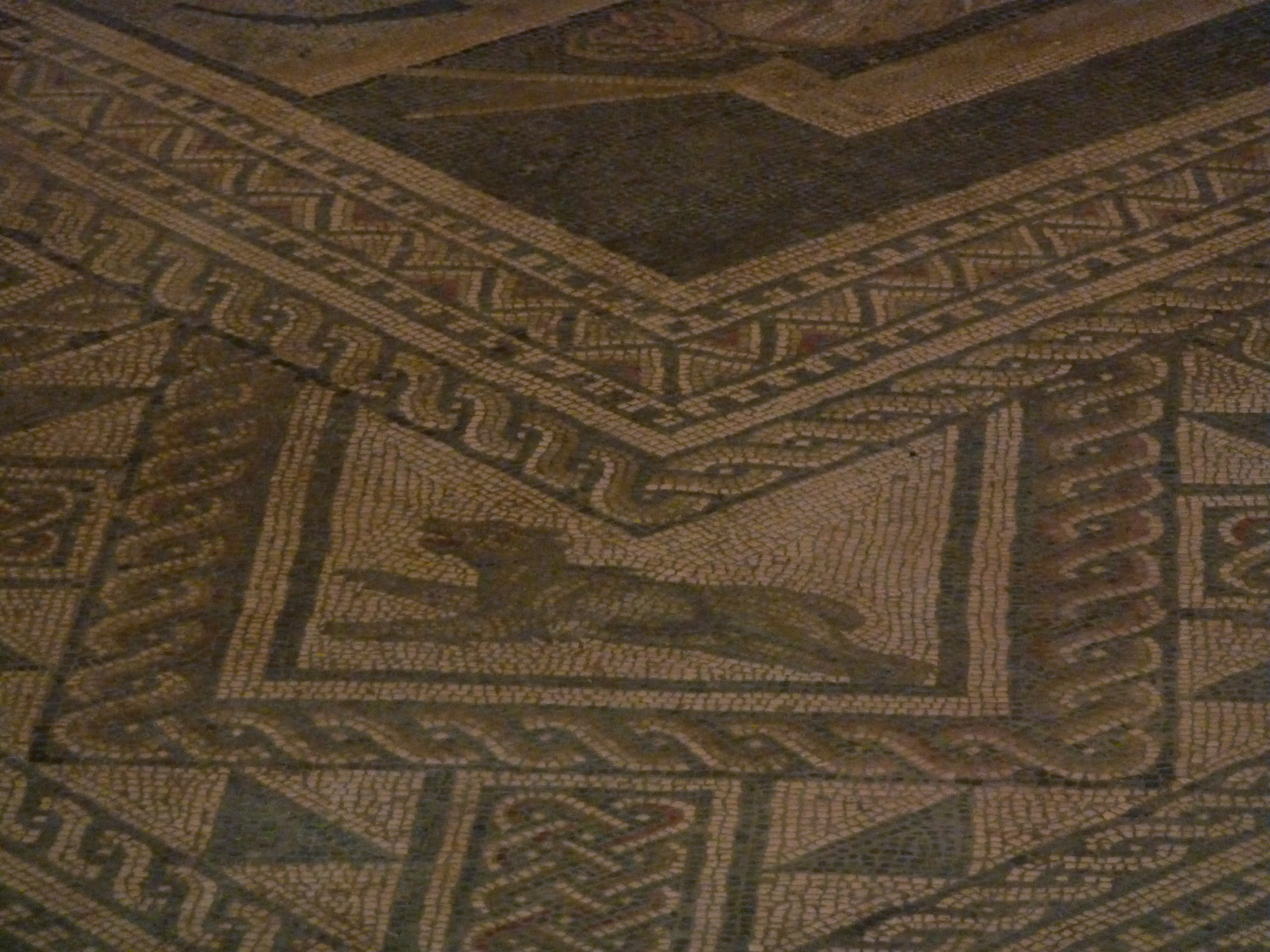
L'ours.
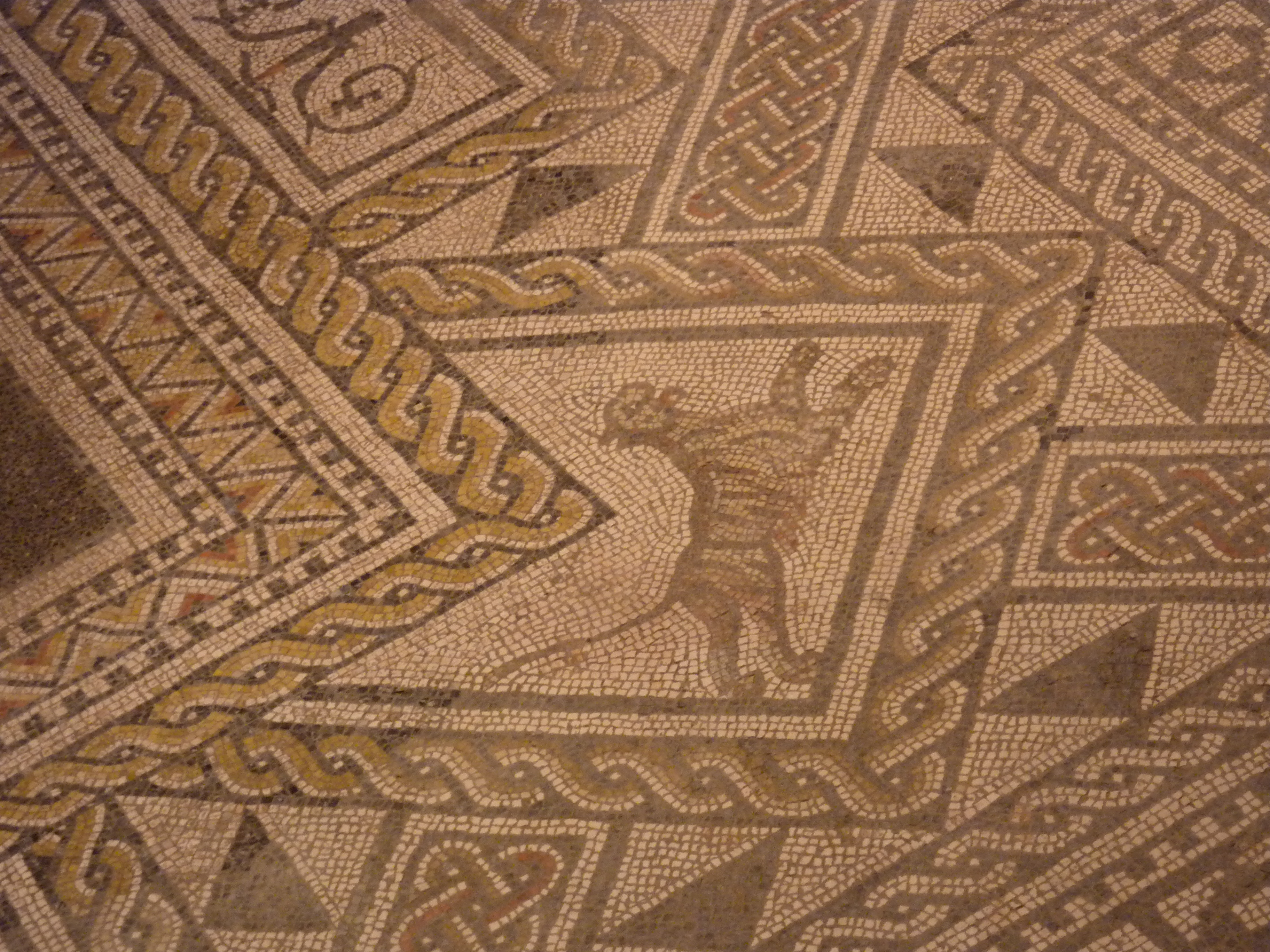
Le tigre.

## Devenir du site au Moyen Âge
Au Moyen Âge, une grande partie du village de Grand appartenait au comté de Champagne, tandis que les villages aux alentours dépendaient des duchés de Lorraine et de Bar.
La grande agglomération secondaire de l'Antiquité s'est rétractée et a périclité vraisemblablement dès le haut Moyen Âge.
Mais c'est grâce à l'archéologie funéraire (cinq nécropoles de l'époque mérovingienne) que l'on attribue à Grand un devenir médiéval. Trois constatations ont été faites par Lucien Vilminot en 1939 : les nécropoles sont à l'extérieur de l'agglomération, selon la tradition antique ; elles sont situées dans la moitié est du territoire de la commune ; elles sont à proximité d'une voie puisque certaines ont des origines antiques.
La plus importante nécropole, celle du Bréhaut, est fouillée dès 1820-1822 par Jollois.
Ces nécropoles, où l'on trouve du mobilier dans la plupart des sépultures, sont surtout fréquentées aux VIe et VIIe siècles.

## Objets remarquables

### Tablettes zodiacales

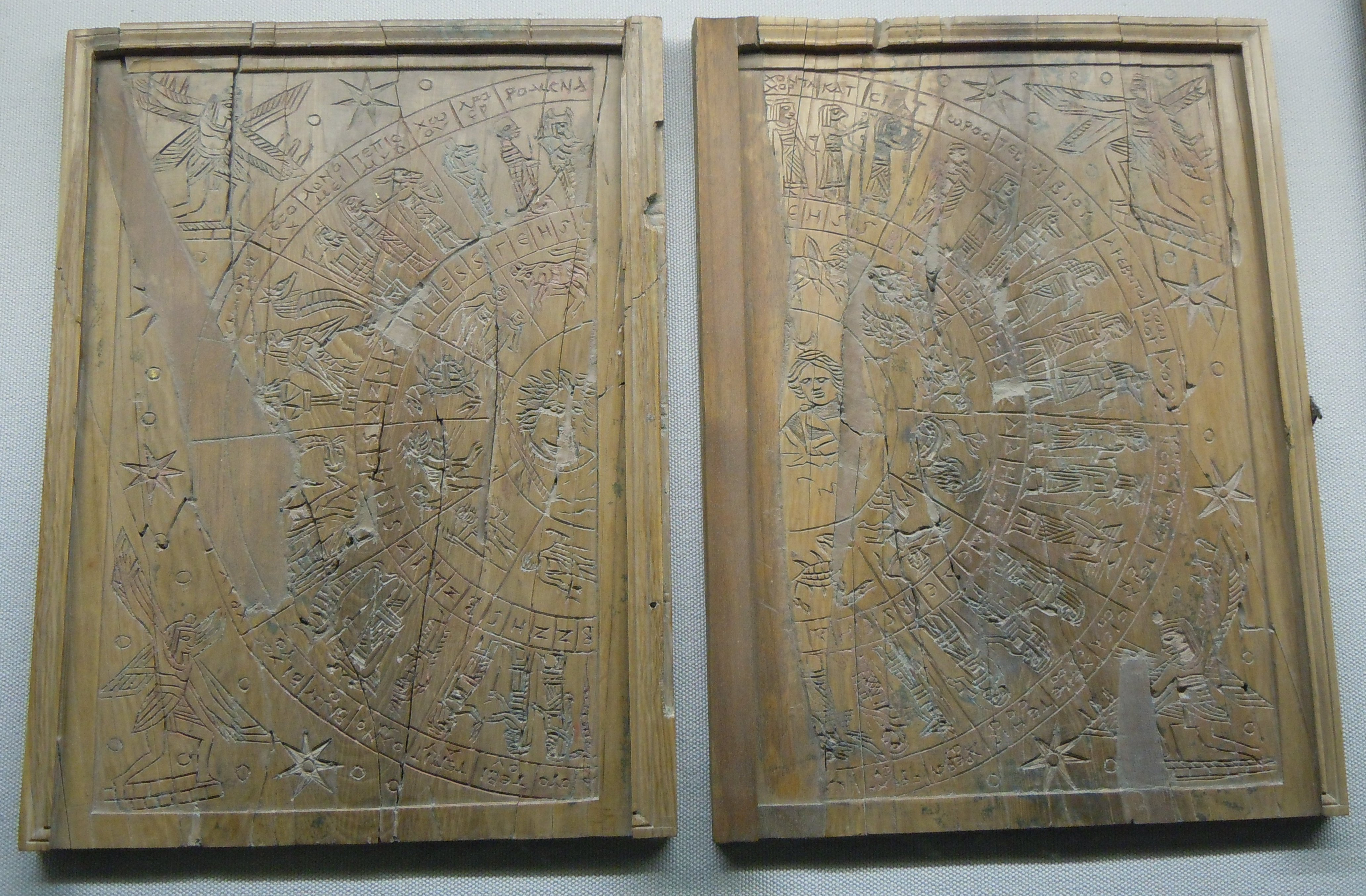
Tablettes zodiacales de Grand (musée des antiquités nationales).

En 1967 et 1968, quatre tablettes d'ivoire formant deux diptyques sont trouvées dans le puits « Jean Duvaux » : un diptyque est conservé au musée départemental des Vosges à Épinal, l’autre au musée des Antiquités nationales de Saint-Germain-en-Laye.
Les tablettes semblent avoir été brisées de façon intentionnelle (188 morceaux). Elles témoignent de la tradition égyptienne de la fin de la période ptolémaïque ou du début de la domination romaine et des influences orientales qui se répandent en Gaule, surtout à compter de la fin du IIe siècle. Les noms des décans sont retranscrits en copte ancien au moyen de caractères grecs.
Ces tablettes, réservées aux spécialistes, servaient de support à l'établissement d'horoscopes ainsi que pour l'astrologie médicale. Cela servait également à des rites magiques, approches complémentaires dans l'Antiquité.

### Stèle dite de Meditrina

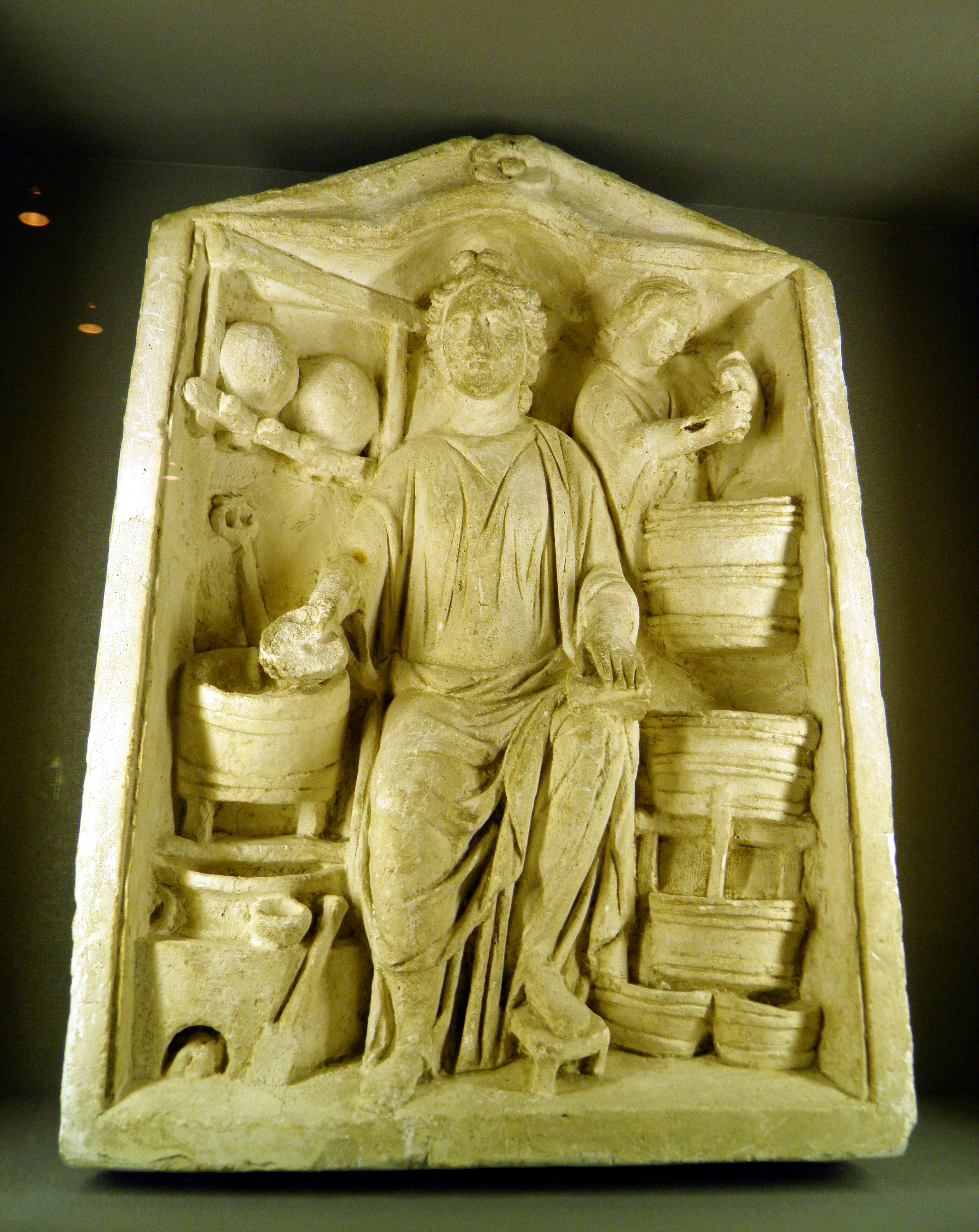
Stèle dite de Meditrina.

Découverte en 1841 le long de la route qui mène à l'amphithéâtre, la stèle dite de Meditrina a été identifiée par Félix Voulot comme représentant la divinité Meditrina, fille d'Esculape. Toutefois, depuis cette date, d'autres hypothèses ont été proposées : déesse présidant à la fabrication du savon, de gâteaux, de fromages ou, de façon plus convaincante, de bière. Tout comme les tablettes, elle fait partie de la collection du musée départemental.
Sa hauteur est de 62 cm, sa largeur, de 42 cm, et son épaisseur va de 6,5  à   8,5 cm.

## Tourisme
Diverses activités ont lieu chaque année : représentations de gladiateurs, théâtres, spectacles, concert.[réf. nécessaire]
En 2013, 20 524 visiteurs ont visité les deux sites de Grand, à savoir l’amphithéâtre et la mosaïque.
En 2022 le nombre de visiteurs est de 18 022, avec un pic de visite de mai à septembre.[réf. nécessaire]

## Dans la culture populaire
Des personnages de la bande dessinée de 2013 Postumus, empereur gaulois. Les faux-monnayeurs de Jean-Marie Woehrel et Silvio Luccisano se retrouvent à Andesina (dont on peut voir, p. 19, une représentation vue du ciel).